# Naruphon Putsorn
Naruphon Putsorn (tiếng Thái: นฤพน พุฒซ้อน, sinh ngày 21 tháng 7 năm 1988), còn được biết với tên đơn giản Nazza (tiếng Thái: น๊าซซ่า), là một cầu thủ bóng đá người Thái Lan-Anh thi đấu ở vị trí tiền vệ cho câu lạc bộ Giải bóng đá Ngoại hạng Thái Lan Suphanburi.

## Danh hiệu

### Câu lạc bộ
Buriram United
- Giải bóng đá Ngoại hạng Thái Lan (1): 2017
- Giải bóng đá vô địch các câu lạc bộ sông Mê Kông (1):  2016